# Едівалдо Мартінс Фонсека
Едівалдо Мартінс да Фонсека (порт. Edivaldo Martíns da Fonseca; 13 квітня 1962 — 13 січня 1993) — бразильський футболіст, що грав на позиції нападника.

## Клубна кар'єра
Едівалдо почав свою професійну кар'єру в 1982 році у «Атлетіко Мінейро», з яким він тричі виграв чемпіонат штату Мінас-Жерайс. Потім грав за «Сан-Паулу», з яким двічі виграв чемпіонат штату Сан-Паулу.
Наприкінці 1989 року перейшов у мексиканську лігу і виграв з «Пуеблою» в сезоні 1989/90 чемпіонат і кубок Мексики. Наприкінці 1990 року Едівалдо повернувся до Бразилії, де спочатку недовго пограв за «Палмейрас», а потім повернувся в «Атлетіко Мінейро», а також недовго пограв за японський клуб «Ґамба Осака».
На початку 1993 року знову став гравцем клубу «Такуарітінга», за який вже грав на правах оренди на початку кар'єри в 1983 році. Проте вже 13 січня 1993 року Едівалдо загинув у віці 30 років в автомобільній катастрофі по дорозі в Сан-Паулу, так і не зігравши жодного матчу за клуб.

## Виступи за збірну
1986 року Едівалдо зіграв два матчі у складі національної збірної Бразилії, а також був у заявці збірної на чемпіонаті світу 1986 року, але на поле на турнірі не виходив. Третій і останній матч за збірну провів у 1989 році.

## Статистика
| Збірна Бразилії | Збірна Бразилії | Збірна Бразилії |
| Роки            | Ігри            | голи            |
| --------------- | --------------- | --------------- |
| 1986            | 2               | 0               |
| 1987            | 0               | 0               |
| 1988            | 0               | 0               |
| 1989            | 1               | 0               |
| Усього          | 3               | 0               |

## Досягнення
- Чемпіон Мексики: 1989/90
- Володар Кубка Мексики: 1989/90
- Чемпіон штату Мінас-Жерайс (3): 1982, 1985, 1986
- Чемпіон штату Сан-Паулу (2): 1987, 1989